# Phragmanthera nigritana
Phragmanthera nigritana är en tvåhjärtbladig växtart som först beskrevs av Joseph Dalton Hooker och George Bentham, och fick sitt nu gällande namn av Simone Balle. Phragmanthera nigritana ingår i släktet Phragmanthera och familjen Loranthaceae. Inga underarter finns listade i Catalogue of Life.